# North Hollywood (Film)
North Hollywood ist eine Tragikomödie von Mikey Alfred, die im Mai 2021 in den USA als Video-on-Demand veröffentlicht wurde und im Juni 2022 in Deutschland auf DVD und als Blu-ray erschien.

## Handlung
Kurz vor seinem Highschool-Abschluss hadert Michael mit den Erwartungen seines Vaters Michael, der als Bauarbeiter sein Geld verdient. Er selbst hat eine andere Zukunft für sich vorgesehen und will lieber Profi-Skater werden, schließlich hängt er bereits regelmäßig im Skatepark in North Hollywood mit seinen Freunden ab und hat hier ein Auge auf Rachel geworfen. Sein Vater ist von diesen Plänen nicht gerade begeistert.

## Produktion

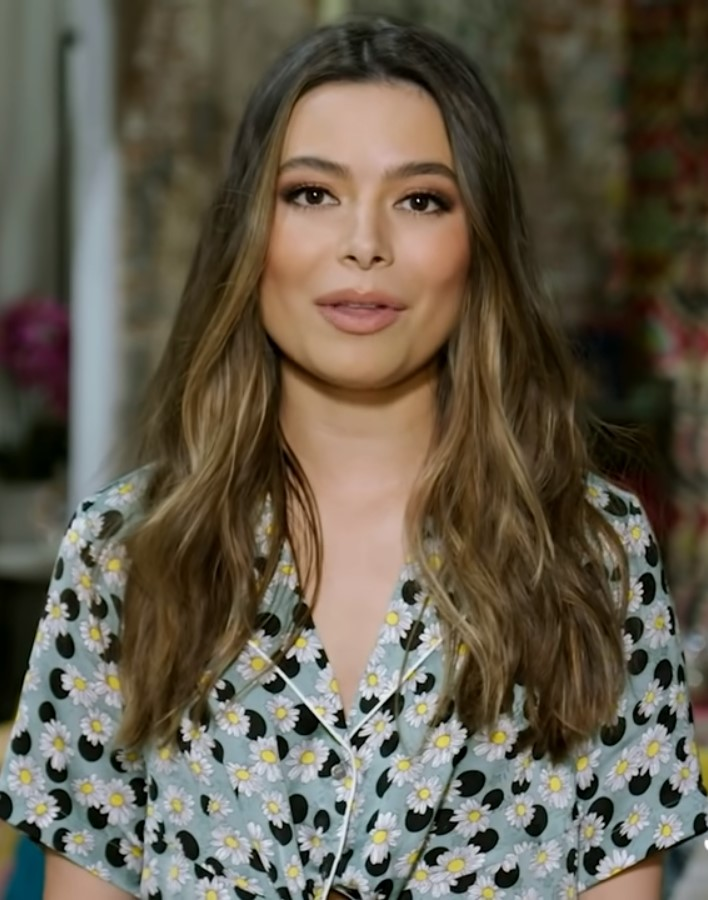
Miranda Cosgrove spielt Rachel

Es handelt sich bei North Hollywood nach einigen wenigen Kurzfilmen um das Regiedebüt von Mikey Alfred, der zuvor unter anderem Produzent von Jonah Hills Film Mid90s war, selbst in der HBO-Serie Ballers auftrat und einen Dokumentarfilm über den Rapper Tyler drehte. Nach dem Erfolg von Mid90s fühlte sich Alfred dazu motiviert, seinen ganz eigenen Skater-Film auf die Beine zu stellen, in dem auch er seine persönlichen Jugenderfahrungen verarbeitet. Er stützte sich dabei auch auf seine eigenen Erfahrungen als Gründer der Skate-Marke Illegal Civilization sowie die seiner Freunde. „Als ich Skateboarden entdeckte, dachte ich: ‚Okay, Boom, jetzt weiß ich, wo zum Teufel ich stehe und was zu tun ist.‘ Ich hatte immer das Gefühl, dass das eine super kraftvolle Erfahrung war“, so Alfred.
Für Ryder McLaughlin, der in der Hauptrolle Michael spielt, stellt dies gleichzeitig seine erste größere Rolle in einem Spielfilm dar. Zuvor spielte er auch in Mid90s. Miranda Cosgrove spielt Rachel. Vince Vaughn spielt Michaels Vater Oliver. Nico Hiraga spielt Jay.
Der titelgebende Stadtteil North Hollywood der kalifornischen Metropole Los Angeles liegt im Süden des San Fernando Valley. Hier fanden auch die Aufnahmen statt, bei denen Ayinde Anderson als Kameramann fungierte.
Eine erste Vorstellung erfolgte am 8. April 2021 in Los Angeles. Am 14. Mai 2021 wurde der Film in den USA als Video-on-Demand veröffentlicht. Am 9. Juni 2022 wurde er in Deutschland auf DVD und als Blu-ray veröffentlicht.

## Rezeption

### Kritiken
Von den bei Rotten Tomatoes aufgeführten Kritiken sind 78 Prozent positiv.

### Auszeichnungen
Camerimage 2021
- Nominierung für den Goldenen Frosch im Erstlingsfilmwettbewerb (Ayinde Anderson)[8]

## Synchronisation
Die deutsche Synchronisation entstand nach einem Dialogbuch und der Dialogregie von Raphael Wujanz im Auftrag der Metz-Neun Synchron Studio und Verlags GmbH, Offenbach.
| Darsteller       | Synchronsprecher             | Rolle         |
| ---------------- | ---------------------------- | ------------- |
| Gillian Jacobs   | Andrea Dewell                | Abigaile      |
| Aramis Hudson    | Kaze Uzumaki                 | Adolf         |
| Nico Hiraga      | Felix Mayer                  | Jay           |
| Ryder McLaughlin | Cedric Eich                  | Michael       |
| Vince Vaughn     | Stefan Fredrich              | Oliver        |
| Jason Dill       | Oliver Wronka                | Pater Mahoney |
| Miranda Cosgrove | Eleni Möller-Architektonidou | Rachel        |
| Sunny Suljic     | Leo Amic                     | Sunny         |
| Angus Cloud      | Andrés Mendez                | Walker        |